# Erioneuron
Erioneuron is een geslacht uit de grassenfamilie (Poaceae). De soorten van dit geslacht komen voor in Amerika.

## Soorten
De Catalogue of New World Grasses [11 april 2010] erkent de volgende drie soorten:
- Erioneuron avenaceum
- Erioneuron nealleyi
- Erioneuron pilosum